# غرومان إكس - 29
غرومان إكس - 29 (بالإنجليزية: Grumman X-29)‏ هي طائرة تجريبية لاختبار الأجنحة ذات الاجتياح الأمامي. أنتجت في الولايات المتحدة. من صناعة غرومان. كانت تستخدم بشكل أساسي من قبل داربا. كان أول طيران لها في 14 ديسمبر 1984. صنع منها 2 طائرة.

## نبذة
غرومان إكس 29,هي طائرة تجريبية صنعت في الولايات المتحدة الأمريكية وذلك لتجربة الأجنحة المتقدمة في الطائرة لدراسة فوائد واكتشاف الخاصيات التي تمنحها الأجنحة المتقدمة للطائرة.
أقلعت للمرة الأولى في 14 ديسمبر 1984 من قاعدة ادواردز يقودها سيويل تشاك

## المواصفات
الخاصيات
- أجنحة الطائرة منخفضة جدا ومتقدمة بزاوية 33°.

ا*لمواد المستخدمة في صناعة الطائرة هي الأليمنيوم التيتانيوم ومواد مركبة

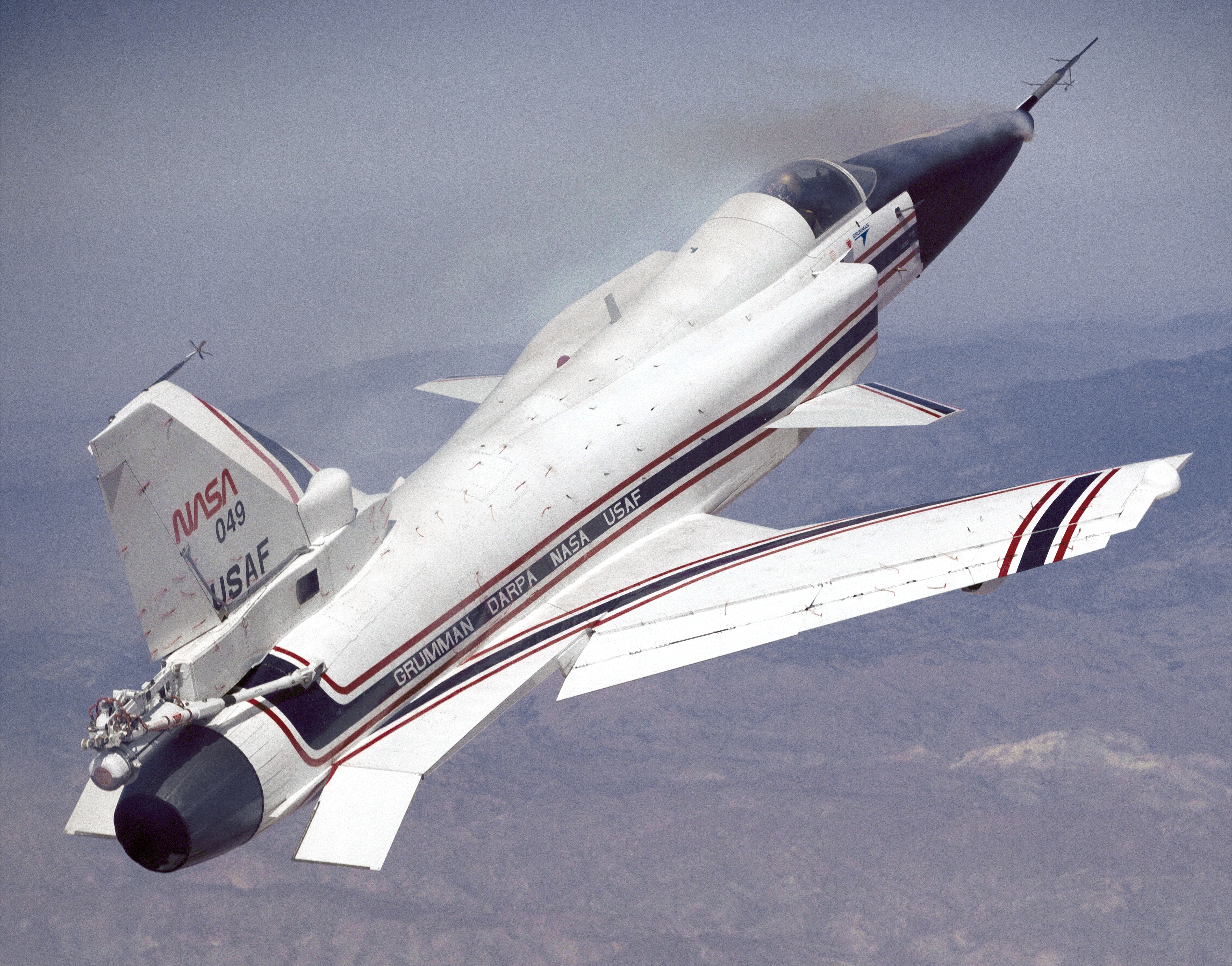
Le 82-0049

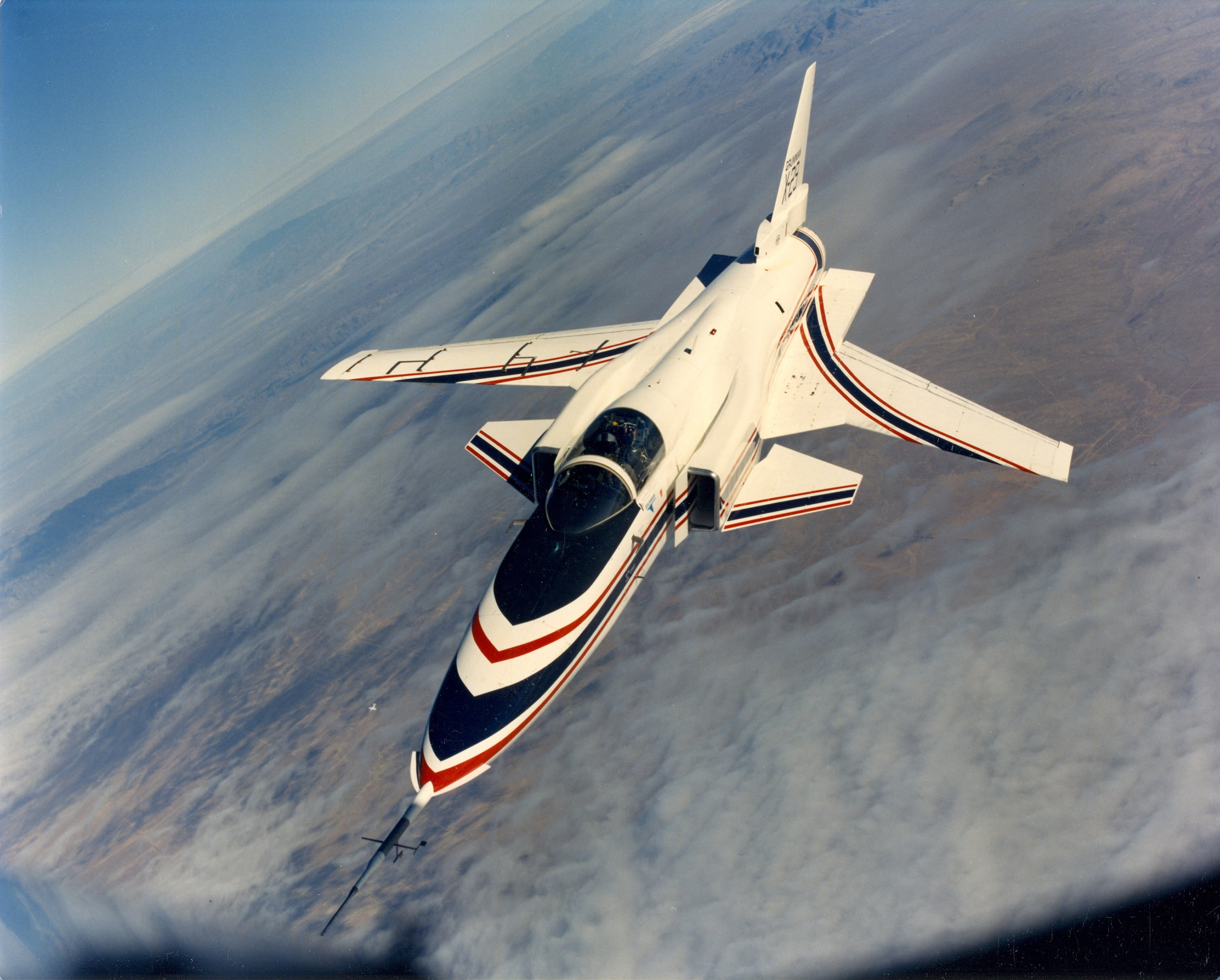
Une vue en vol du X-29 montrant sa configuration originale